# Louis de Maud'huy
Louis Ernest de Maud'huy (Metz, 17 febbraio 1857 – Parigi, 16 luglio 1921) è stato un generale francese, che nel corso della prima guerra mondiale fu comandante del 18e Corps d'armée, della Xe Armée, della VIIe Armée, del 15e Corps d'armée e dell'11e Corps d'armée.

## Biografia
Nacque a Metz, nel dipartimento della Mosella, il 17 febbraio 1857, figlio di Pierre Adrien, un maggiore dell'esercito rimasto ucciso nel 1859 durante la battaglia di Magenta, e della signora Thérèse Joséphine Olry. Lorrain de Moselle, dopo l'esito negativo della guerra franco-prussiana del 1870-1871, era ossessionato dall'idea di scacciare i tedeschi dalle terre cedute. Arruolatosi nell'Armée de terre nel 1875 entrò all'École spéciale militaire de Saint-Cyr, Promotion Dernière de Wagram, uscendone nel 1877 con il grado di sottotenente assegnato al 10º Battaglione cacciatori a piedi. Tenente nel 1882, ottenne il brevetto di ufficiale di stato maggiore nel 1884, e fu promosso capitano nel 1888 e maggiore nel 1896. Fu nominato ufficiale d'ordinanza del ministro della guerra nel 1898. Professore presso l'École supérieure de guerre nel 1903, divenne tenente colonnello nel 1905. Chef de Corps del 35º Reggimento fanteria a Belfort, fu promosso colonnello nel 1909, e poi comandò il reggimento dal 1910 al 1912. Il suo contributo fu notevole sia in termini di tattica che in termini di esercizio del comando.
Generale di brigata nel 1912, fu promosso generale di divisione nel 1914. A partire dal 14 luglio dello stesso anno comandò la 80ª Brigata di fanteria a Saint-Mihiel prima di passare al comando interinale della divisione di Bourges. Allo scoppio della prima guerra mondiale comandava la 16e Division d'infanterie, passando a partire dal 4 settembre alla testa del 18e Corps d'armée. Si distinse particolarmente durante la prima battaglia della Marna (5-12 settembre 1914) dando prova di rimarchevole coraggio, sangue freddo, e capacità di giudizio, e assunse poi il comando di un distaccamento dell'esercito che il 1 ottobre andò a formare la Xe Armée. Tra il 2 aprile 1915 e il 3 novembre 1915 fu al comando della VIIe Armée operante nel settore dei Vosgi, e all'epoca era considerato un grande specialista degli attacchi notturni.
Tra il 2 aprile 1916 e il 24 gennaio 1917 fu al comando del 15e Corps d'armée schierato ad ovest di Verdun, il che significò per lui un declassamento. Il 25 gennaio 1917 fu sostituito dal generale Élie de Riols de Fonclare e nominato comandante dell'11e Corps d'armée con quartier generale a Soissons con il quale si distinse durante la seconda battaglia dell'Aisne e durante la battaglia di Malmaison. Nel corso dell'Offensiva di primavera fu poi coinvolto nella terza battaglia dell'Aisne, e al termine di questa, così come il suo superiore, il generale Denis Auguste Duchêne, fu sollevato dal suo comando per decisione del primo ministro Georges Clemenceau il 2 giugno 1918, quando i tedeschi erano apparentemente alle porte di Parigi, e sostituito dal generale Henri Niessel. All'atto delle liberazione di Metz, dopo la fine delle ostilità, il Maresciallo di Francia Ferdinand Foch lo nominò governatore militare della città. Nel 1919 fu nominato dal comando del 35è Régiment d'infanterie, con apposito ordine del giorno, colonnello immortale del 35e a titolo onorifico.
Datosi alla politica fu eletto deputato all'Assemblea nazionale nella XII Legislatura, per il dipartimento della Mosella, nelle file del Blocco nazionale il 16 novembre 1919, conservando tale seggio sino alla sua morte. Nel maggio 1920 fu nominato membro del comitato direttivo della Ligue des patriotes presieduta da Maurice Barrès. Nel 1920 fu nominato primo capo scout (presidente) degli Scouts de France, e l'anno successivo fu sostituito nell'incarico dal generale Arthur de Salins. L'8 novembre 1920 fu insignito della Gran Croce dell'Ordine della Legion d'onore. Si spense a Parigi il 16 luglio 1921, e la sua salma fu poi tumulata presso l'Hôtel des Invalides.
Una via del XIV arrondissement di Parigi gli fu intitolata nel 1934. À Metz, sua città natale, è stata posta una targa commemorativa sulla facciata sulla casa dove nacque nel 1857, sita in rue de la Tête d'Or, al numero 7-9. Nel quartiere della Nouvelle Ville, davanti al liceo "Georges de La Tour", la piazza dedicata alla regina Luisa de Prussia fu ridenominata in suo onore piazza de Maud'huy. Infine la caserma del 35e Régiment d'infanterie a Belfort porta il suo nome.

## Pubblicazioni
- Manœuvre, étude théorique (1911), précédée du testament militaire du colonel de Maud'huy à son régiment, Belfort 27 Mai 1912, Berger-Levrault, Paris, 1919.

### Fonti
1. 1 2 3 4 5  First World War.
2. 1 2 3  Assemblee Nationale.
3. 1 2 3 4 5 6 7 8 9 10 11  Leonore.
4. ↑  Ministère de la Guerre. Ètat-Major de l'Armée. Service Historique 1923, p. 48.